# Frankrikes regioner

Frankrikes regioner (2016)

Frankrike har en administrativ indelning i 18 regioner (franska régions). 13 av dessa finns i France métropolitaine (den del av Frankrike som ligger inom Europa) och fem är Frankrikes utomeuropeiska regioner (régions d'outre-mer). De förstnämnda regionerna är i sin tur uppdelade i två till tolv departement (franska département), medan de utomeuropeiska regionerna utgör varsitt departement.

## Termen region
Termen région infördes officiellt 2 mars 1982 då Frankrikes decentraliseringsreform fick laglig kraft, och vid samma tidpunkt fick regionerna sin status. Regionerna har ett styre (conseil régional) vars representanter röstas fram genom regionala folkval. De första direkta regionala valen ägde rum 16 mars 1986. Regionerna kan inte stifta egna lagar då det inte finns någon separat lagstiftande församling.

## Regional indelning från 2016
| Numerisk kod | Region                     | Residensstad | Förändringar                                      | Antal departement        | Yta (km²) | Invånarantal 1 jan 2018 | Befolkningstäthet Invånare/km² |
| ------------ | -------------------------- | ------------ | ------------------------------------------------- | ------------------------ | --------- | ----------------------- | ------------------------------ |
| 84           | Auvergne-Rhône-Alpes       | Lyon         | Sammanslagning av två regioner                    | 12 (+ métropole de Lyon) | 69 711    | 7 994 000               | 115                            |
| 27           | Bourgogne-Franche-Comté    | Dijon        | Sammanslagning av två regioner                    | 8                        | 47 784    | 2 808 000               | 59                             |
| 53           | Bretagne                   | Rennes       | Oförändrad region                                 | 4                        | 27 208    | 3 335 000               | 123                            |
| 24           | Centre-Val de Loire        | Orléans      | Enbart nytt namn 2015                             | 6                        | 39 151    | 2 573 000               | 66                             |
| 44           | Grand Est                  | Strasbourg   | Sammanslagning av tre regioner och nytt namn 2016 | 10                       | 57 433    | 5 550 000               | 97                             |
| 32           | Hauts-de-France            | Lille        | Sammanslagning av två regioner och nytt namn 2016 | 5                        | 31 813    | 6 004 000               | 189                            |
| 94           | Korsika                    | Ajaccio      | Oförändrad region                                 | 2                        | 8 680     | 339 000                 | 39                             |
| 11           | Île-de-France              | Paris        | Oförändrad region                                 | 8                        | 12 011    | 12 213 000              | 1 017                          |
| 28           | Normandie                  | Rouen        | Sammanslagning av två regioner                    | 5                        | 29 906    | 3 327 000               | 111                            |
| 75           | Nouvelle-Aquitaine         | Bordeaux     | Sammanslagning av tre regioner och nytt namn 2016 | 12                       | 84 061    | 5 980 000               | 71                             |
| 76           | Occitanien                 | Toulouse     | Sammanslagning av två regioner och nytt namn 2016 | 13                       | 72 724    | 5 885 000               | 81                             |
| 52           | Pays de la Loire           | Nantes       | Oförändrad region                                 | 5                        | 32 082    | 3 781 000               | 118                            |
| 93           | Provence-Alpes-Côte d'Azur | Marseille    | Oförändrad region                                 | 6                        | 31 400    | 5 052 000               | 161                            |

- Regioner som också är utomeuropeiska departement, Départements d'Outre mer, (DOM). 
  - 971  Guadeloupe
  - 972  Martinique
  - 973  Franska Guyana
  - 974  Réunion
  - 975  Mayotte

## Regional indelning 1970-2015
| 1. Alsace 2. Aquitaine 3. Auvergne 4. Basse-Normandie 5. Bourgogne 6. Bretagne 7. Centre 8. Champagne-Ardenne 9. Korsika 10. Franche-Comté 11. Haute-Normandie | 1. Île-de-France 2. Languedoc-Roussillon 3. Limousin 4. Lorraine 5. Midi-Pyrénées 6. Nord-Pas-de-Calais 7. Pays de la Loire 8. Picardie 9. Poitou-Charentes 10. Provence-Alpes-Côte d'Azur 11. Rhône-Alpes | Frankrikes regioner |

## Källhänvisningar
1. ↑  La nouvelle nomenclature des régions 2015-12-07
2. ↑  ”Populations légales 2018” (på franska). Insee. https://www.insee.fr/fr/statistiques/4989728?sommaire=4989761. Läst 9 januari 2021.
3. 1 2 3 4 5 6 7  CARTE. Quelles seront les capitales des futures régions de France ? 2015-12-07.
4. ↑  Article 2-I-4° de la Loi numéro 2015-29 du 16 janvier 2015 relative à la délimitation des régions, aux élections régionales et départementales et modifiant le calendrier électoral 2015-12-07.
5. ↑  La carte des régions en 2015, 2015-12-07.